# 리치먼드 (버지니아주)
리치먼드(Richmond)는 미국 버지니아주의 주도로 미국의 수도인 워싱턴 D. C.로부터 남쪽으로 두 시간 거리에 있으며 남북 전쟁 당시 아메리카 연합국(아메리카 남부 연합)의 수도였다. 제임스 강의 양끝에 발달하였으며, 하천·철도 등의 교통의 요충으로서 상공업의 중심이다. 사적이 풍부하다.
인근에 위치한 윌리엄스버그는 미국의 민속촌으로 많은 관광객들이 여름을 맞아 관광을 즐기는 명소이기도 하다. 리치먼드의 중앙에는 주립대학인 버지니아 커먼웰스 대학교가 있다. 또한 리치먼드대학 등 여러 대학과 도서관·미술관·박물관 등이 있다.

## 경제
리치먼드의 시민들은 대부분 연방, 주, 지방 정부와 관련된 일을 한다. 금융업이 도시에서 가장 큰 개인 고용주들이며, 은행, 보험, 크레디트 카드, 중개업 등에 관련된 일들이다. 제조업과 통상업, 다른 서비스업들은 리치먼드 경제의 중요한 업계들이다. 리치먼드의 생산품은 담배, 기계 등을 생산하며, 담배 제품과 식품, 약품 등을 포장하는 편이다. 리치먼드 타임즈-디스패치는 도시의 일간 신문이며, 남부에서 가장 영향력 있는 신문으로 순위에 든다.

## 역사
유럽인 정착자들이 도착하기 전에는 포와탄 동맹의 인디언 종족들이 리치먼드 지역에 살고 있었다. 도시의 역사는 1607년에 크리스토퍼 뉴포트 선장이 리치먼드 대지가 되는 지역에 영국인 정착자들을 이끄는 탐험에서 시작된다. 2번의 정착은 실패하였고, 1644년 포트 찰스 요새의 건설이 새 정착자들과 그들의 공동체들이 담배, 모피의 교역지로 끌어들였다.
1742년에 읍으로 설립되었을 때 인구가 250명 밖에 안되었다. 1780년에 버지니아 주가 주도를 윌리엄스버그로부터 중앙에 위치한 리치먼드로 옮겼다. 리치먼드에는 그때 주민들이 684명 밖에 안 살았으며, 1782년에 도시화되었다.
1781년 미국독립전쟁 동안에 베네딕트 아놀드가 이끄는 영국군들이 리치먼드를 공습하였다. 아놀드는 배신자로 변절하여, 영국군에 입단한 미국인 장군이었다. 그의 부하들이 리치먼드를 약탈하고, 몇채의 건물들을 불태웠다.
전쟁이 끝난 1783년에 리치먼드는 번영의 시기로 들어갔다. 1790년에는 인구가 3,761명에서 1800년에는 5,737명으로 도달하였다. 도시는 담배와 노예 거래의 중심지로 발달하였다. 19세기 중반에는 철도가 놓이면서 리치먼드는 상업과 산업의 중심지로 빠르게 번창하였다. 1860년에는 약 38,000명의 사람들이 살고 있었다. 1830년대부터 남북 전쟁이 시작될 때까지 리치먼드는 미국에서 중요한 노예 시장들 중의 하나였다. 노예 상인들은 매년마다 수천명의 노예들을 사고 팔았다.
남북 전쟁이 일어나자, 리치먼드는 앨라배마주 몽고메리를 대신하여 남부 연방의 수도가 되었다. 전쟁이 끝날 무렵, 북군들에 의하여 함락되었다. 전후에 다시 부흥과 재건에 앞장섰다.
1900년대 초반에는 도시는 많은 산업을 끌어들였다. 1950년에는 230,310명의 주민들이 살고 있었다. 인권 운동자들이 리치먼드를 고발하였는 데, 백인들이 사는 지역이 리치먼드의 흑인 투표인들에 위협을 가하는 것을 막기 위해서이다.
1977년에는 흑인들이 시의회에 뽑히는 데, 9석 중에서 5석으로 이겼다. 그해에는 헨리 L. 마시 3세가 첫 흑인 시장으로 뽑혔으며, 1982년까지 그 직에 있었다.

## 인구
| 인구조사                                                          | 인구    | Note  | %±     |
| ----------------------------------------------------------------- | ------- | ----- | ------ |
| 1790년                                                            | 3,761   |       | —      |
| 1800년                                                            | 5,737   |       | 52.5%  |
| 1810년                                                            | 9,735   |       | 69.7%  |
| 1820년                                                            | 12,067  |       | 24.0%  |
| 1830년                                                            | 16,060  |       | 33.1%  |
| 1840년                                                            | 20,153  |       | 25.5%  |
| 1850년                                                            | 27,570  |       | 36.8%  |
| 1860년                                                            | 37,910  |       | 37.5%  |
| 1870년                                                            | 51,038  |       | 34.6%  |
| 1880년                                                            | 63,600  |       | 24.6%  |
| 1890년                                                            | 81,388  |       | 28.0%  |
| 1900년                                                            | 85,050  |       | 4.5%   |
| 1910년                                                            | 127,628 |       | 50.1%  |
| 1920년                                                            | 171,667 |       | 34.5%  |
| 1930년                                                            | 182,929 |       | 6.6%   |
| 1940년                                                            | 193,042 |       | 5.5%   |
| 1950년                                                            | 230,310 |       | 19.3%  |
| 1960년                                                            | 219,958 |       | −4.5%  |
| 1970년                                                            | 249,621 |       | 13.5%  |
| 1980년                                                            | 219,214 |       | −12.2% |
| 1990년                                                            | 203,056 |       | −7.4%  |
| 2000년                                                            | 197,790 |       | −2.6%  |
| 2010년                                                            | 204,214 |       | 3.2%   |
| 2019 (추산)                                                       | 230,436 | [ 2 ] | 12.8%  |
| U.S. Decennial Census 1790–1960 1900–1990 1990–2000 2018 Estimate |         |       |        |

## 기후
| 버지니아주 리치먼드 (리치먼드 국제공항)의 기후                                                 | 버지니아주 리치먼드 (리치먼드 국제공항)의 기후 | 버지니아주 리치먼드 (리치먼드 국제공항)의 기후 | 버지니아주 리치먼드 (리치먼드 국제공항)의 기후 | 버지니아주 리치먼드 (리치먼드 국제공항)의 기후 | 버지니아주 리치먼드 (리치먼드 국제공항)의 기후 | 버지니아주 리치먼드 (리치먼드 국제공항)의 기후 | 버지니아주 리치먼드 (리치먼드 국제공항)의 기후 | 버지니아주 리치먼드 (리치먼드 국제공항)의 기후 | 버지니아주 리치먼드 (리치먼드 국제공항)의 기후 | 버지니아주 리치먼드 (리치먼드 국제공항)의 기후 | 버지니아주 리치먼드 (리치먼드 국제공항)의 기후 | 버지니아주 리치먼드 (리치먼드 국제공항)의 기후 | 버지니아주 리치먼드 (리치먼드 국제공항)의 기후 |
| 월                                                                                             | 1월                                            | 2월                                            | 3월                                            | 4월                                            | 5월                                            | 6월                                            | 7월                                            | 8월                                            | 9월                                            | 10월                                           | 11월                                           | 12월                                           | 연간                                           |
| ---------------------------------------------------------------------------------------------- | ---------------------------------------------- | ---------------------------------------------- | ---------------------------------------------- | ---------------------------------------------- | ---------------------------------------------- | ---------------------------------------------- | ---------------------------------------------- | ---------------------------------------------- | ---------------------------------------------- | ---------------------------------------------- | ---------------------------------------------- | ---------------------------------------------- | ---------------------------------------------- |
| 역대 최고 기온 °C (°F)                                                                         | 27 (81)                                        | 28 (83)                                        | 34 (94)                                        | 36 (96)                                        | 38 (100)                                       | 40 (104)                                       | 41 (105)                                       | 42 (107)                                       | 39 (103)                                       | 37 (99)                                        | 30 (86)                                        | 27 (81)                                        | 42 (107)                                       |
| 일평균 최고 기온 °C (°F)                                                                       | 8.8 (47.8)                                     | 10.9 (51.6)                                    | 15.3 (59.6)                                    | 21.3 (70.4)                                    | 25.4 (77.8)                                    | 29.8 (85.6)                                    | 31.9 (89.5)                                    | 30.8 (87.5)                                    | 27.3 (81.2)                                    | 21.6 (70.9)                                    | 15.8 (60.4)                                    | 10.8 (51.5)                                    | 20.8 (69.5)                                    |
| 일일 평균 기온 °C (°F)                                                                         | 3.5 (38.3)                                     | 5.0 (41.0)                                     | 9.1 (48.4)                                     | 14.7 (58.4)                                    | 19.3 (66.7)                                    | 23.9 (75.0)                                    | 26.3 (79.4)                                    | 25.3 (77.5)                                    | 21.8 (71.2)                                    | 15.6 (60.0)                                    | 9.8 (49.6)                                     | 5.4 (41.8)                                     | 14.9 (58.9)                                    |
| 일평균 최저 기온 °C (°F)                                                                       | −1.8 (28.8)                                    | −0.9 (30.4)                                    | 2.9 (37.2)                                     | 8.0 (46.4)                                     | 13.2 (55.7)                                    | 18.1 (64.5)                                    | 20.7 (69.2)                                    | 19.8 (67.6)                                    | 16.2 (61.1)                                    | 9.4 (49.0)                                     | 3.8 (38.8)                                     | 0.1 (32.1)                                     | 9.1 (48.4)                                     |
| 역대 최저 기온 °C (°F)                                                                         | −24 (−12)                                      | −23 (−10)                                      | −12 (10)                                       | −7 (19)                                        | −1 (31)                                        | 4 (40)                                         | 11 (51)                                        | 8 (46)                                         | 2 (35)                                         | −6 (21)                                        | −12 (10)                                       | −19 (−2)                                       | −24 (−12)                                      |
| 평균 강수량 mm (인치)                                                                          | 82 (3.23)                                      | 66 (2.61)                                      | 102 (4.00)                                     | 81 (3.18)                                      | 102 (4.00)                                     | 118 (4.64)                                     | 111 (4.37)                                     | 124 (4.90)                                     | 117 (4.61)                                     | 86 (3.39)                                      | 78 (3.06)                                      | 89 (3.51)                                      | 1,156 (45.50)                                  |
| 평균 강설량 cm (인치)                                                                          | 9.4 (3.7)                                      | 5.6 (2.2)                                      | 2.8 (1.1)                                      | 0.0 (0.0)                                      | 0.0 (0.0)                                      | 0.0 (0.0)                                      | 0.0 (0.0)                                      | 0.0 (0.0)                                      | 0.0 (0.0)                                      | 0.0 (0.0)                                      | 0.0 (0.0)                                      | 4.6 (1.8)                                      | 22 (8.8)                                       |
| 평균 강수일수 (≥ 0.01 인치)                                                                    | 10.0                                           | 9.0                                            | 10.8                                           | 10.5                                           | 11.1                                           | 10.6                                           | 11.4                                           | 9.4                                            | 9.3                                            | 8.1                                            | 8.4                                            | 10.0                                           | 118.6                                          |
| 평균 강설일수 (≥ 0.1 인치)                                                                     | 1.9                                            | 1.7                                            | 1.0                                            | 0.6                                            | 0.0                                            | 0.0                                            | 0.0                                            | 0.0                                            | 0.0                                            | 0.0                                            | 0.1                                            | 0.9                                            | 5.6                                            |
| 평균 상대 습도 (%)                                                                             | 67.9                                           | 65.6                                           | 63.0                                           | 60.8                                           | 69.5                                           | 72.2                                           | 74.8                                           | 77.2                                           | 77.0                                           | 73.8                                           | 69.1                                           | 68.9                                           | 70.0                                           |
| 평균 월간 일조시간                                                                             | 172.5                                          | 179.7                                          | 233.3                                          | 261.6                                          | 288.0                                          | 306.4                                          | 301.4                                          | 278.9                                          | 237.9                                          | 222.8                                          | 183.5                                          | 163.0                                          | 2,829                                          |
| 가능 일조율                                                                                    | 56                                             | 59                                             | 63                                             | 66                                             | 65                                             | 69                                             | 67                                             | 66                                             | 64                                             | 64                                             | 60                                             | 55                                             | 64                                             |
| 출처: 미국 해양대기청 (평년값: 1991년~2020년, 극값: 1887년~현재, 상대습도/일조: 1961년~1990년) |                                                |                                                |                                                |                                                |                                                |                                                |                                                |                                                |                                                |                                                |                                                |                                                |                                                |

## 자매 도시
- 대한민국 의정부시

## 같이 보기
- 분류:리치먼드 (버지니아주) 출신